# قمارباز (فیلم ۲۰۱۳)
«قمارباز» (لیتوانیایی: Lošėjas) یک فیلم است که در سال ۲۰۱۳ منتشر شد.